# 바실리예 미치치
바실리예 미치치(세르비아어: Василије Мицић, Vasilije Micić, 1994년 1월 13일~)는 세르비아의 농구 선수로 포지션은 포인트 가드이다. 현재 전미 농구 협회(NBA)의 샬럿 호니츠 소속으로 뛰고 있다. NBA 이전에는 세르비아의 프로 농구 리그 ABA 리그의 팀인 메가 바스케트와 튀르키예 농구 리그의 아나돌루 에페스에서 뛰었으며 오클라호마시티 선더 소속으로 NBA 선수 경력을 시작했다.
국제 대회에서는 세르비아 대표팀 선수로 출전하고 있으며 2024년 하계 올림픽에서 동메달을 획득했고 유로바스켓에서 1회 준우승을 차지했다.

## 개인사
누나인 니나 미치치는 세르비아 스노보드 국가대표 선수이다.